# Multihosting
Multihosting je webhosting několika domén 2. řádu v rámci jednoho účtu.

## Výhody
- Výhodnější cena - při provozu několika webů se cena multihostingu, která je obvykle vyšší než cena za webhosting, vyplatí.
- Správa na jednom místě - všechny weby jsou spravované na jednom místě.
- Nulové náklady na další web - při rozšiřování odpadají finanční i administrativní náklady na zřizování dalšího webhostingu.
- Možnost snadného vzájemného propojení webových aplikací.

## Nevýhody a specifika
- Z hlediska optimalizace pro vyhledávače může být hosting všech webů na jedné IP nevýhodný.
- Centralizace zvyšuje význam dostupnosti hostingu. V případě výpadku totiž nefungují všechny vaše weby. Takovýchto výpadků by ale v případě diverzifikace mezi více poskytovatelů bylo více, takže celkový čas výpadků zůstává podobný.

## Technické možnosti a limitace
Multihosting může nabízet omezený počet domén nebo omezení na základě diskového prostoru. K více doménám obvykle nabízí i více databází, které jsou limitovány buďto počet současných připojení k DB nebo její diskovou velikostí. Od webhostingu multihosting obvykle dědí valnou většinu parametrů vč. možnosti spravovat emailové schránky a to pro všechny hostované domény.
Limitace, neomezenost a přínosy obou přístupů uživatelům je často diskutovaný problém, protože neomezenost prostředků může díky sdíleným prostředkům všech hostingů způsobovat horší dostupnost. V současné době se jako optimální řešení prosazují hardwarové limity místo softwarových (např. PHP safe_mode), které mají zajistit maximální svobodu uživatele při zachování vysoké dostupnosti služeb.
Toto přesunutí limitací z aplikační vrstvy na úroveň operačního systému umožňuje nasazení pokročilejších metod správy jako je třeba vzdálený přístup přes SSH a přenos souborů SFTP, který odstraňuje mnohé problémy původně používaného protokolu FTP. Mimo lepší zabezpečení je to například řádově rychlejší přenos mnoha malých souborů, ze kterých se zdrojové kódy webových aplikací obvykle skládají.